# Quand le monde était jeune
Quand le monde était jeune (titre original : When the World Was Young) est une nouvelle de science-fiction préhistorique de Jack London, publiée aux États-Unis en 1910.

## Historique
La nouvelle est publiée initialement dans The Saturday Evening Post, en septembre 1910, avant d'être reprise dans le recueil The Night-Born en octobre 1912.

## Présentation
Cette nouvelle de Jack London est à double sens.

## Éditions

### Éditions en anglais
- When the World Was Young, dans le The Saturday Evening Post, magazine, septembre 1910.
- When the World Was Young, dans le recueil The Night-Born, un volume chez The Century Co, New York, octobre 1912.

### Traductions en français
- Quand le monde était jeune, traduction de Louis Postif, in Ric et Rac, hebdomadaire, 12 février 1941.
- Quand le monde était jeune, traduction de Louis Postif, in Le Dieu tombé du ciel, recueil, 10/18, 1975.
- Quand le monde était jeune, traduction de François Postif, in Mille fois mort, anthologie, 10/18, 1981.